# Kfz-Kennzeichen (Lettland)

Aktuelles lettisches Kfz-Kennzeichen

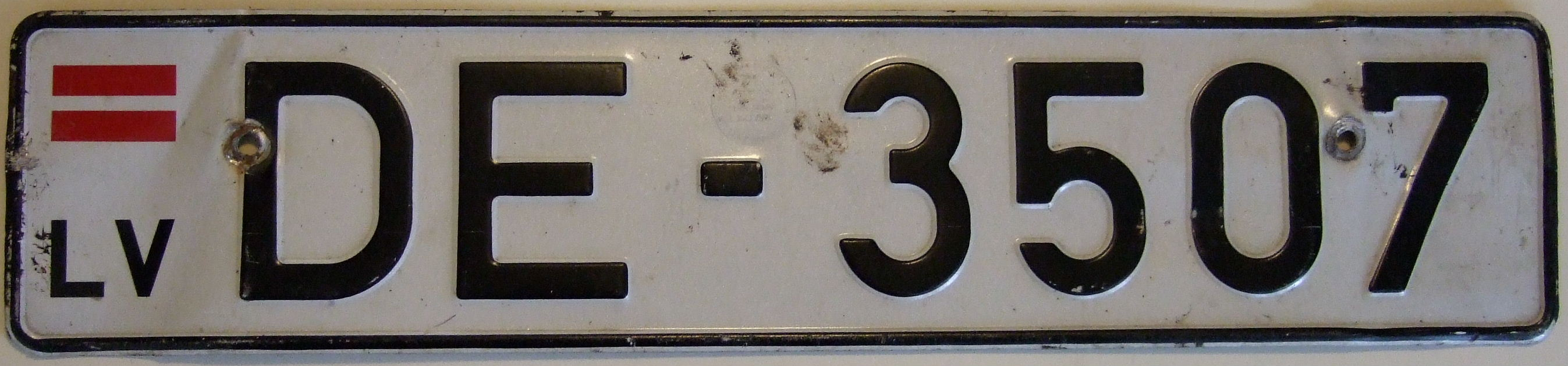
Kennzeichen von 1991 bis 2004

Lettische Kfz-Kennzeichen besitzen schwarze Schrift auf weißem Grund. Seit Lettlands Beitritt zur Europäischen Union am 1. Mai 2004 sind links die zwölf europäischen Sterne sowie die Buchstaben LV (Latvija) sichtbar. Vor 2004 war die lettische Nationalflagge über der Länderkennung abgebildet. Es folgen zwei Buchstaben, ein Bindestrich und eine bis zu vierstellige Ziffernkombination (z. B. AB-1234). Die Kennzeichen wurden 1994 eingeführt und lassen keine Rückschlüsse über die Herkunft des Fahrzeuges zu.
Neben der Standardgröße von 520 × 110 mm gibt es kürzere Variante (320 × 110 mm) sowie eine zweizeilige Version (280 × 200 mm). Auf Standardschildern werden die Buchstaben I, Q, W, X und Y nicht verwendet. Die genutzte Schriftart ist Austria.

## Varianten der Kennzeichen
Elektrofahrzeuge

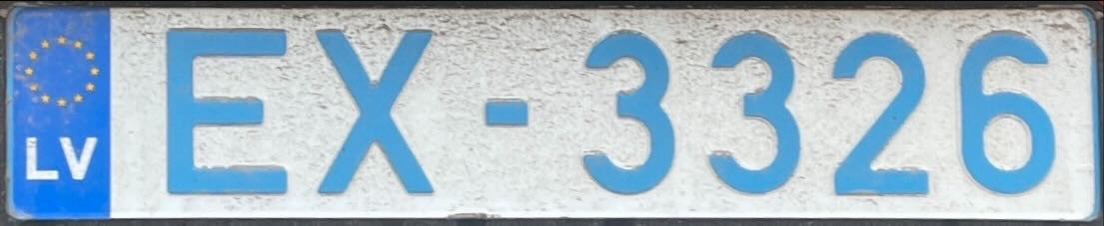
Kennzeichen für Elektrofahrzeuge

Taxi-Kennzeichen

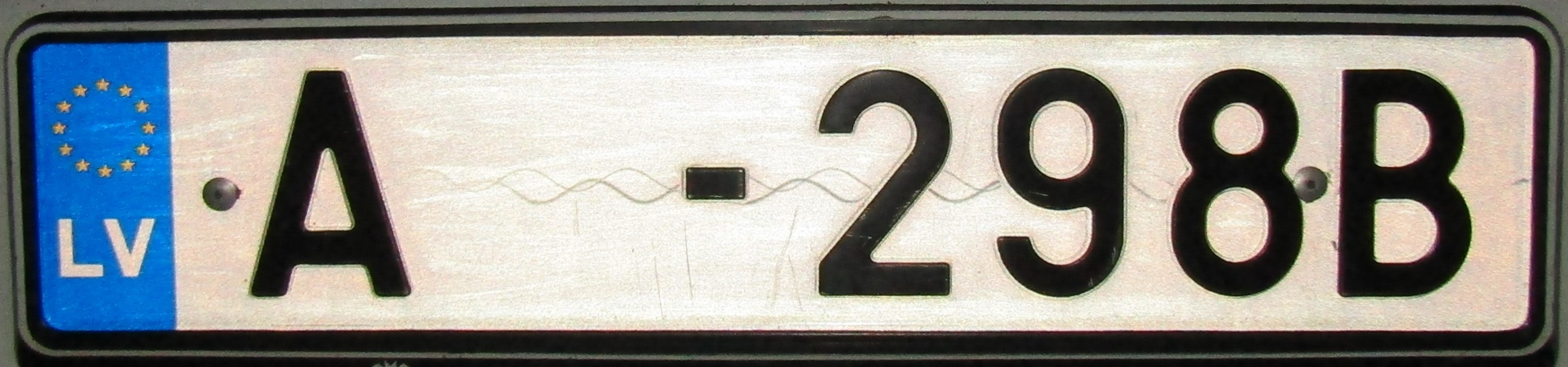
Anhängerkennzeichen

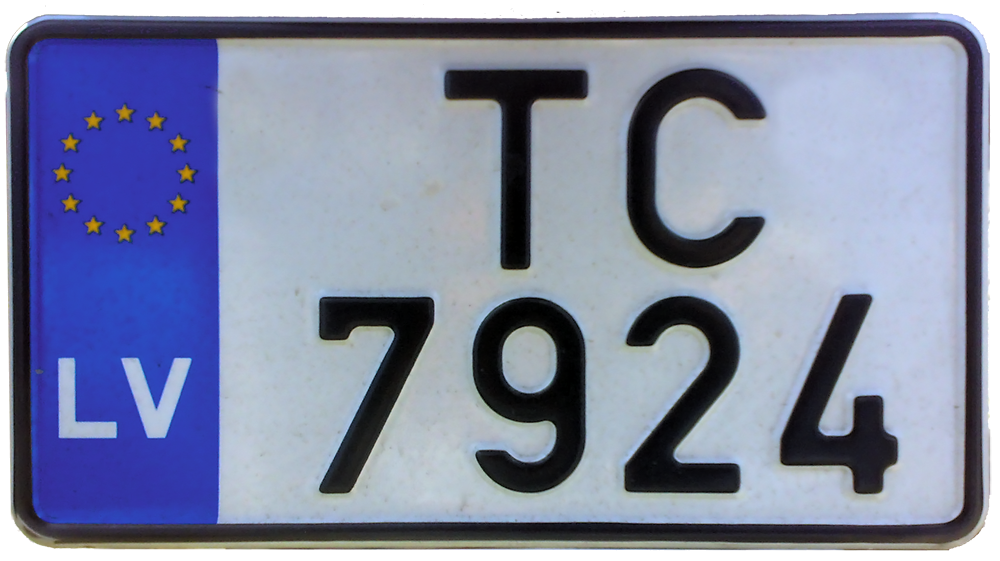
Kennzeichen für Zweiräder

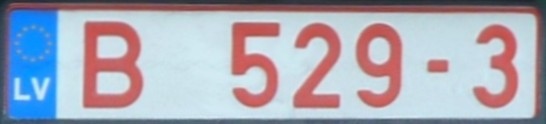
Händlerkennzeichen

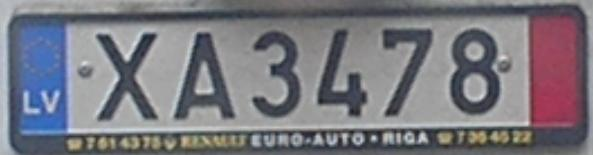
Temporäres Kennzeichen

Diplomatisches Kennzeichen

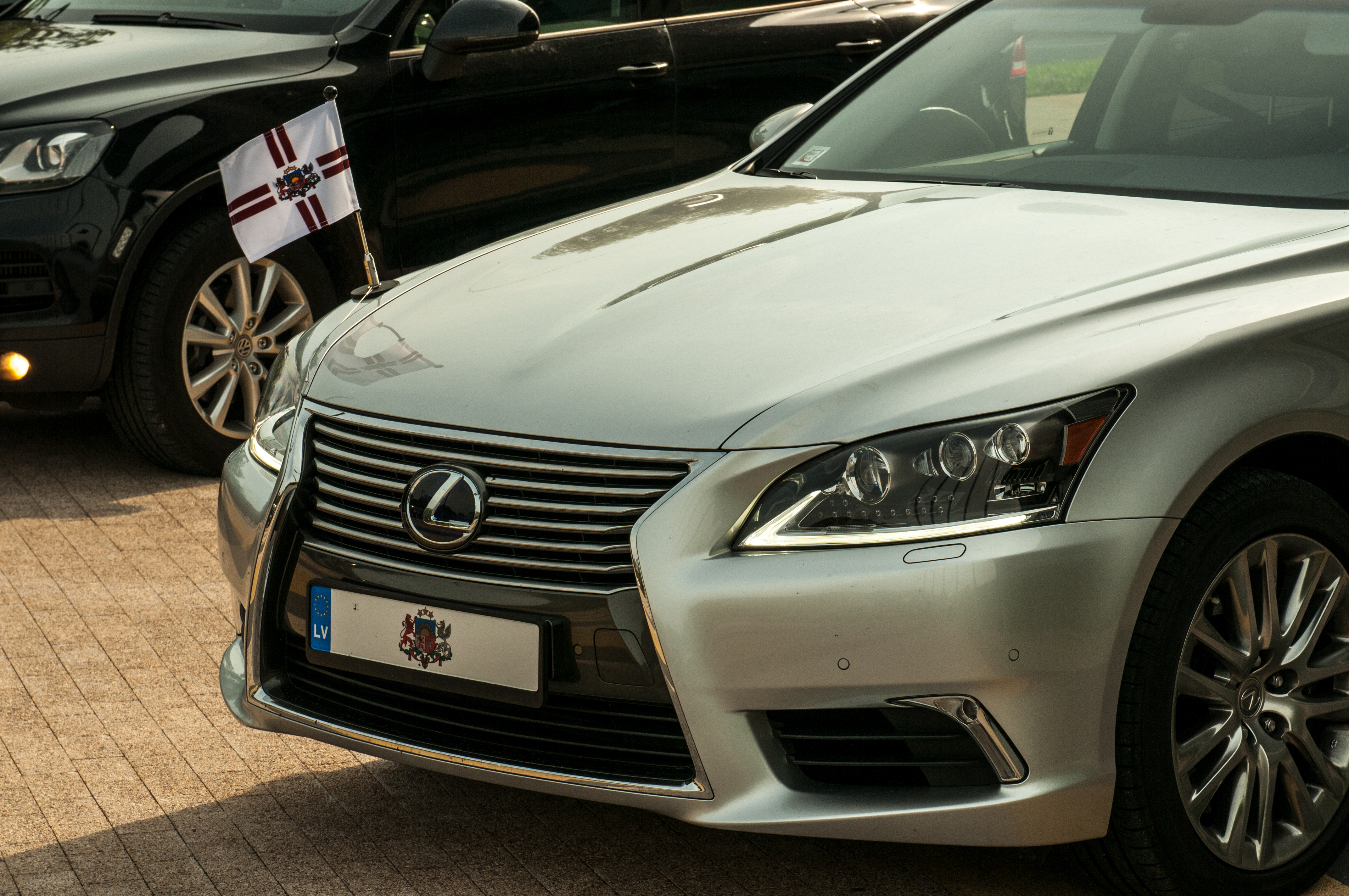
Fahrzeug des lettischen Präsidenten

Kennzeichen für Elektrofahrzeuge verwenden blaue Schrift.

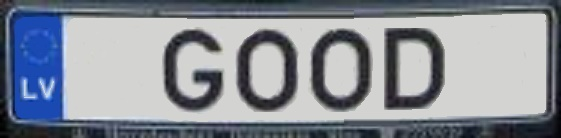
Wunschkennzeichen
Grundsätzlich werden die Schilder alphanumerisch aufsteigend vergeben. Gegen eine Gebühr von bis zu 3560 Euro (früher 2500 Lats) sind jedoch auch beliebige Wunschkennzeichen aus bis zu acht Zeichen möglich, die nicht der Struktur aus Buchstaben, Bindestrich und Zahlen entsprechen müssen. Es existieren Kennzeichen wie z. B. „COYOTE“. Die Kombination muss aus mindestens zwei Zeichen bestehen und darf nicht ausschließlich Zahlen enthalten.
Behörden
Einige Behörden nutzen Nummernschilder mit speziellen Kombinationen. Beispielsweise nutzen die Sicherheitskräfte des Präsidenten die Buchstaben FD.
Taxis
Taxis haben in der Regel vom Standard abweichende, gelbe Kennzeichen beginnend mit TE, TX, TQ. Die Schrift ist schwarz, bei Elektrotaxis blau. Vor Einführung des Eurofeldes am linken Rand war dort ein kleines T über drei Punkten zu sehen.
Anhänger
Kennzeichen für Anhänger zeigen jeweils nur einen Buchstaben vor dem Bindestrich.
Motorräder
Motorräder besitzen verkleinerte zweizeilige Nummernschilder im Format 240 × 130 mm (über 125 cm³) oder 160 × 130 mm (unter 125 cm³). Es werden die Kombinationen TA, TB, TC, TD, TF und TG gefolgt von drei oder vier Ziffern verwendet.
Mopeds
Zweiräder mit bis zu 50 cm³ Hubraum erhalten Schilder in der Größe 130 × 160 mm. Sie zeigten ursprünglich einen Buchstaben und drei Ziffern. Mittlerweile wurde die dritte Ziffer durch einen weiteren Serienbuchstaben ersetzt.
Händler
Nummernschilder für Händler besitzen rote Schrift auf weißem Grund. Sie bestehen aus einem Buchstaben, der die Fahrzeugart angibt, einer Zahlenkombination und einer Ziffer am Ende, die das Jahr der Gültigkeit kodiert (z. B. 4 für 2014). Bei älteren Schildern wird diese Ziffer verkleinert und erhöht dargestellt.
Temporäre Kennzeichen
Kennzeichen mit befristeter Gültigkeit bestehen wie gewöhnliche Schilder aus zwei Buchstaben und vier Ziffern. Am rechten Rand befindet sich ein roter Balken. Die Schilder beginnen mit T oder X.
Diplomaten
Kennzeichen für diplomatische Missionen in Lettland zeigen schwarze Schrift auf rotem Hintergrund. Sie beginnen mit den Buchstaben CC für Corps Consulaire, CD für Corps Diplomatique oder C für anderweitiges Personal. Es folgen drei oder vier Ziffern, von denen die ersten beiden Aussagen über das Herkunftsland treffen. An diesen Schildern fehlt der blaue Balken am linken Rand.
Streitkräfte
Die Buchstabenkombination LA (lettisch: Latvijas Armija) ist für die lettischen Streitkräfte reserviert.
Flughafen Riga
Fahrzeuge des Rigaer Flughafens, die das Gelände nicht verlassen, erhalten Nummernschilder mit der Aufschrift LIDOSTA (lettisch für Flughafen).
Präsident
Der lettische Präsident führt an seinem Fahrzeug Kennzeichen die neben dem Eurofeld nur das lettische Wappen zeigen.

## Geschichte

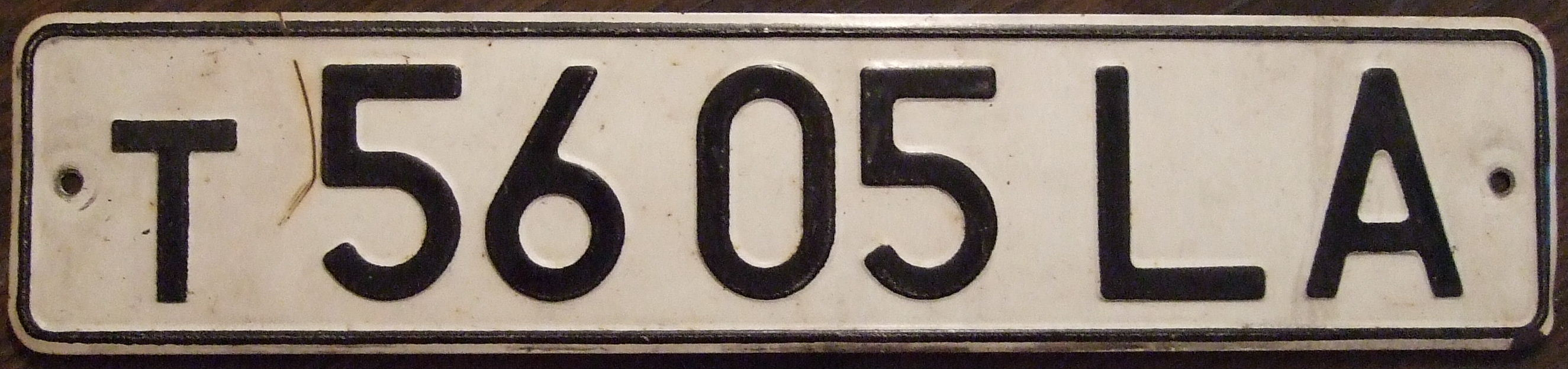
Kennzeichen nach sowjetischem Muster 1991–1994

Da Lettland 1940 und erneut 1944/1945 von der Sowjetunion besetzt wurde (während der zwischenzeitlichen deutschen Besatzung Lettlands wurden Kennzeichen mit dem Kürzel LS verwendet), galt in dieser Zeit (bis 1991) das sowjetische Kennzeichen-System. Für die Lettische SSR wurden die Buchstaben ЛА und ЛТ ausgegeben. Von 1991 bis 1994 wurden Kennzeichen sowjetischer Art mit den lateinischen Buchstaben LA vergeben.